# Suyos del Imperio incaico

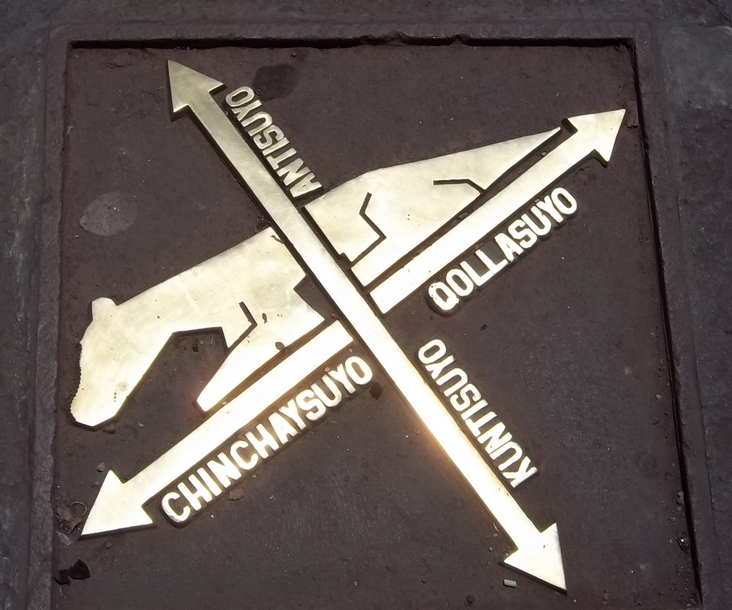
Representación de las cuatro divisiones del Imperio incaico o Tahuantinsuyu, que partían del Cuzco, la ciudad capital con forma de puma.

Los "suyos"  (en quechua: suyu, 'parcialidad, región') eran las cuatro grandes divisiones territoriales del Imperio incaico, en las cuales estaban agrupados sus diversas provincias o huamanis (en quechua: wamani). Al conjunto de los cuatro suyos se lo conocía como Tahuantinsuyo (Tawantin suyu), cuyo significado es 'los cuatro suyos juntos'.
Cada suyo comprendía diversas poblaciones, depósitos y sitios religiosos vinculados por la red de caminos llamada Qhapaq Ñan.

## Historia
Los cronistas afirmaron que el Imperio incaico estuvo dividido en cuatro distritos conocidos como suyos: Chinchaysuyo, Antisuyo, Collasuyo y Contisuyo. El centro de esta división era la ciudad del Cuzco. Se ha atribuido al inca Pachacútec la creación de este sistema de organización del territorio, sin embargo se sabe que se trata de una práctica que antecedió al gobierno de Pachacútec. Antes de consolidarse el dominio incaico en el Cuzco, el espacio en torno de esa ciudad estuvo también dividido en cuatro partes. Las divisiones entonces correspondían a los territorios de los señoríos del área. Cuando Manco Cápac y sus clanes se establecieron en la zona, crearon los cuatro suyos incaicos a partir de esta división.
Un tema que aún es motivo de discusión entre los investigadores es aquel de la extensión y los límites de cada suyu. La expansión incaica se inició con Pachacútec, quién conquistó los curacazgos del área cercana al Cuzco: los soras, lucanas y tambos. Otros líderes militares como su hermano Cápac Yupanqui, y posteriormente Túpac Yupanqui y Amaru Túpac, continuaron las conquistas, mientras Pachacútec permanecía en el Cuzco. Por ejemplo, Cápac Yupanqui habría reconocido y visitado en la costa los valles de Chincha y Pisco, mientras que en la sierra central llegaría hasta Jauja. Túpac Inca continuó la conquista del Chinchaysuyu hasta la región de los cañaris (Tumibamba); mientras que Amaru Túpac y otros líderes militares conquistaron el Collasuyu hasta Chincha y el Contisuyo hasta Arequipa. Sin embargo, aún no sabemos si la franja costera entre Ica y Tarapacá fue conquistada en esta época o después, luego de que Túpac Yupanqui asumiera el mando supremo del Estado incaico. Por otro lado durante los tiempos de Túpac Yupanqui la frontera norte se estableció cerca de Quito; mientras que la frontera sur se fijó en el río Maule, 260 km al sur de Santiago de Chile. Durante el gobierno de Huayna Cápac se conquistaron nuevas regiones en el Ecuador y el extremo suroeste de Colombia (cercanías de Pasto). Estos son en general los límites conocidos del imperio. El punto menos preciso es el relativo a la región amazónica, donde es difícil precisar los alcances que tuvieron las incursiones incaicas.

## Tahuantinsuyo
Era el conjunto de los cuatro suyos:
- Collasuyo (sudeste). Simbólicamente era la región de la llama. Era el suyo más grande y menos poblado. Comenzaba en Urcos, al sur del Cuzco.
- Chinchaysuyo (noroeste). Simbólicamente era la región del tigrillo. Su capital habría sido Huánucopampa.
- Antisuyo (noreste). Simbólicamente era la región del jaguar.
- Contisuyo (oeste). Simbólicamente era la región del cóndor.

Existe una opinión historiográfica que incluye también entre los suyos al Colesuyo, que era la región ubicada entre Arica y Tarapacá; y al Omasuyo, la región oriental selvática.
El gobierno del suyo estaba a cargo del Sapa Inca a través de un gobernador delegado llamado suyoyuc apu ('señor de un suyo'), que participaba en el consejo imperial y residía en el Cuzco. Los suyos se dividían en los wamani que eran representados por el valle principal de la región y a su vez estos eran divididos en sayas o sectores. Los sayas eran por lo general dos: Hanansaya o sector de arriba, y Hurinsaya o sector de abajo.
Además según datos que han sido investigados se dice que cada "suyo" contaba con un líder.
| Suyu                         | Mapa | Descripción |
| ---------------------------- | ---- | --- |
| Chinchaysuyo (Chinchay suyu) |      | - Ubicación: se ubicaba en el cuadrante noroeste de la capital imperial (Cuzco). - Grupo: pertenecía al grupo Hanan -alto- (Hanansuyo, Hanan suyu). - Otros: era la región principal.                  |
| Antisuyo (Anti suyu)         |      | - Ubicación: se ubicaba en el área de la ceja de selva al noreste de la ciudad del Cuzco. - Grupo: pertenecía al grupo Hanan -alto- (Hanansuyo, Hanan suyu). - Otros: limitaba con la selva amazónica. |
| Contisuyo (Qonti suyu)       |      | - Ubicación: estaba situado en la vecindad de Arequipa. - Grupo: pertenecía al grupo Hurin -bajo- (Hurinsuyo, Rurin suyu). - Otros: era la región más pequeña.                                         |
| Collasuyo (Qolla suyu)       |      | - Ubicación: se ubicaba en el cuadrante sureste del Cuzco. - Grupo: pertenecía al grupo Hurin -bajo- (Hurinsuyo, Rurin suyu). - Otros: ocupaba principalmente la zona altiplánica.                     |